# Chusien Chałmurzajew
Chusien Magomietowicz Chałmurzajew (ros. Хусен Магометович Халмурзаев; ur. 9 października 1993 w Nazranie) – rosyjski judoka, brązowy medalista mistrzostw świata i igrzysk europejskich, mistrz Europy.